# $10 (SMAP單曲)
「$10」（日語：テンダラーズ）是SMAP的第10張單曲，於1993年11月11日由Victor Entertainment發行。

## 簡介
- 是フジテレビ節目「夢中MORIMORI」的主題曲。[2] 在「夢中MORIMORI」及廣播節目「TOYOTA SUPER COUNTDOWN 50」（現為FRIDAY SUPER COUNTDOWN 50）介紹時曾將歌名錯誤介紹為。
- 木村拓哉及森且行有獨唱部份，以往9張單曲都是以數人合唱或全員合唱為主，是少見的歌唱分配，自此之後的單曲也漸漸出現成員獨唱部份。森且行離隊後，由草彅剛唱出其獨唱部份。
- 此曲是SMAP第三次在紅白歌合戰出場的表演歌曲。[3]
- 此曲有數個版本，在編曲方面有少些變化。各個「$10」版本分別收錄在1994年2月2日發售的《SMAP 005》、1995年1月1日發售的《Cool》、1995年11月22日發售的《BOO》、2001年3月23日發售的《Smap Vest》，B面歌曲收錄在1995年1月1日發售的《Cool》。

## 収録曲
1. $10
  - 作詞：林田健司、森浩美 / 作曲：林田健司 / 編曲：CHOKKAKU
2. 話をしていたくて
  - 作詞：小倉めぐみ / 作曲：長岡成貢 / コーラスアレンジ：松下誠
3. $10 （オリジナル・カラオケ）
4. 話をしていたくて （オリジナル・カラオケ）

## 相關連結
- $10（页面存档备份，存于）（Victor Entertainment）（日語）